# 國花綜合商業大樓
22°59′42″N 120°12′13″E / 22.99500°N 120.20361°E
國花綜合商業大樓，習稱國花大樓，為一幢位於臺灣臺南市中西區的一幢綜合商業大樓，坐落於民權路與忠義路口。大樓原址為中央市場，1981年由臺南市政府與建築商王折合建，1983年落成。大樓地上9層、地下2層、分為南北兩棟，有中庭連接，開幕時有百貨公司、戲院、西餐廳及飯店。因原零售市場改建為大樓後的三分之二面積為私有，臺南市議會楊明珠等議員告發時任臺南市市長蘇南成圖利他人。

## 用途
開幕時大樓樓層用途：
| 樓層 | 用途                |
| ---- | ------------------- |
| 10   | 頂樓遊樂場          |
| 9    | 國花大茶樓          |
| 8    | 國花大飯店          |
| 7    | 國花大飯店          |
| 6    | 國花大冰宮          |
| 5    | 國花大冰宮 國花百貨 |
| 4    | 圓西餐 國花百貨     |
| 3    | 國花大戲院 國花百貨 |
| 2    | 國花百貨            |
| 1    | 國花百貨            |
| B1   | 超市                |
| B2   | 停車場              |

百貨公司曾多次易主，初期為國花百貨，後為環亞百貨，再為翔穩百貨，百貨結束營業後改為電子遊戲場。7樓至8樓旅館也曾多次易主，包括我家大飯店、愛客發商務旅館等，現為立和商務旅館。此外也有證券行及三溫暖進駐。

## 火災事故
- 2000年4月28日，國花商業大樓發生火災。火勢從二樓向上延燒，波及三、四樓。從大樓救出40多人，火災一共造成3死8傷。[1][6]

- 2013年7月28日上午10時20分，7樓普悠瑪商務旅館的儲藏室起火。消防局獲報後，至7樓將火撲滅，無人員傷亡[7]。